# محمد فؤاد عمر
محمد فؤاد محمد عمر (13 مارس 1989) لاعب كرة قدم يمني ويجيد اللعب في في مركز قلب الدفاع.
وقع مع النادي الأهلي القطري مطلع عام 2018 بعد قرار الإتحاد القطري لكرة القدم باعتبار اللاعب اليمني كلاعب مقيم في الدوري القطري و انتقل إلى نادي معيذر في صيف 2018 .

## روابط خارجية
- محمد فؤاد عمر على موقع قاعدة بيانات كرة القدم.إي يو (الإنجليزية)
- محمد فؤاد عمر على موقع ناشيونال فوتبول تيمز (الإنجليزية)
- محمد فؤاد عمر على موقع Soccerway.com (الإنجليزية)